# Brochiraja albilabiata
Brochiraja albilabiata — вид хрящевых рыб рода Brochiraja семейства Arhynchobatidae отряда скатообразных. Обитают в западной части Тихого океана в водах Новой Зеландии. Встречаются на глубине до 1000 м. Их крупные, уплощённые грудные плавники образуют округлый диск со треугольным рылом. Максимальная зарегистрированная длина 64,6 см. Не являются объектом целевого промысла.

## Таксономия
Впервые вид был научно описан в 2006 году. Видовой эпитет происходит от слова лат. alba — «белый» и лат. labium — «губа». Известен по пяти особям. Голотип представляет собой неполовозрелого самца длиной 64,6 см, пойманного в водах Новой Зеландии (33°55′ ю. ш. 171°54′ в. д.) на глубине 983—1003 м. Паратипы: неполовозрелые самцы длиной 43,8—50,7 см и самки длиной 50,9—53,2 см, пойманные там же.

## Ареал
Эти скаты обитают на континентальном склоне у берегов Новой Зеландии. Встречаются на глубине 900—1000 м.

## Описание
Широкие и плоские грудные плавники этих скатов образуют округлый диск с широким треугольным рылом.  На вентральной стороне диска расположены 5 жаберных щелей, ноздри и рот. На тонком хвосте имеются латеральные складки. У этих скатов 2 редуцированных спинных плавника и редуцированный хвостовой плавник. Хвост очень длинный, с довольно широким основанием, в 1,4—1,5 раза превышает длину диска, в 2,8—3,0 раз длину головы по вентральной стороне, в 6,2—6,6 длину рыла. Глаза довольно крупные, их диаметр в 2,5—2,7 раз больше расстояния от кончика рыла до глаз.  Дорсальная поверхность диска в основном лишена чешуи. Срединный ряд хвостовых шипов отсутствует. По заднему краю диска пролегает ряд шипов. Аларные и скуловые колючки у взрослых самцов сливаются, образуя пластину, покрывающую большую площадь грудных плавников. Вентральная поверхность намного темнее дорсальной. Под ртом имеется тёмная отметина, напоминающая бороду. Края рта белые. Ряд расширенных пор с бледной каймой на вентральной поверхности отсутствует. Грудные плавники образованы 68—70 лучами. Верхних зубных рядов 45—60. Максимальная зарегистрированная длина 64,6 см.

## Взаимодействие с человеком
Эти скаты не являются объектом целевого лова. В ареале на глубинах обитания ведётся промысел атлантического большеголова. Данных для оценки Международным союзом охраны природы охранного статуса недостаточно.